# Eva Serra
Eva Serra i Puig (Barcelona, 3 de fevereiro de 1942 - Barcelona, 3 de julho de 2018) foi uma historiadora e poeta espanhola.

## Biografia
Era filha do historiador Josep de Calassanç Serra i Ràfols e irmã de Branca Serra i Puig e Josep de Calassanç Serra i Puig.
Morreu em 3 de julho de 2018, aos 76 anos.